# Kotzreiz
 (août 2018).
Kotzreiz est un groupe de punk rock allemand, originaire de Berlin.

## Biographie
Kotzreiz est formé en octobre 2007 par le batteur Christopher Kohl (surnommé Reiz) de Jennifer Rostock, Fabi Feuer de 200 Sachen (Kotze) et Tom (Büchse). Le trio se donne une image d'asselpunk, et commence à jouer du punk rock simple et accrocheur. À partir de 2008, le groupe commence à tourner dans toute l'Allemagne. Ils signent ensuite avec le label Aggressive Punk Produktionen. La première sortie du groupe est le morceau Berlin, sur le sampler AggroPunk. 
Le 6 août 2010, sort leur premier album, Du machst die Stadt kaputt. L'album fait sensation dans la scène punk. En 2012, sort l'EP Scheiße bleibt Scheiße, leur deuxième album. La chanson Tränen est enregistrée en collaboration avec Feine Sahne Fischfilet. Sur l'album participent également les groupes Divakollektiv, Nonstop Stereo et Auf Bewährung. En 2012, le groupe joue au Force Attack et fait une tournée avec The Vageenas.

## Style musical
Kotzreiz joue du punk rock allemand accrocheur et simple dans le style des années 1980, délibérément brutal et minimaliste. Le style musical rappelle en partie la série Schlachtrufe-BRD-Reihe. Les textes s'articulent autour de thèmes et clichés typiques, tels que la consommation d'alcool.

## Discographie
- 2010: Du machst die Stadt kaputt (Aggressive Punk Produktionen)
- 2012 : Scheiße bleibt Scheiße (EP, Aggressive Punk Produktionen)
- 2012 : Punk bleibt Punk (Aggressive Punk Produktionen)